# امبودیریانا، انتونیفاتسی
امبودیریانا، انتونیفاتسی (به لاتین: Ambodiriana, Antanifotsy) یک سکونتگاه مسکونی در ماداگاسکار است که در واکینانکاراترا واقع شده‌است.

## خصوصیات
امبودیریانا ۱۵٬۰۰۰ نفر جمعیت دارد و ۱٬۵۸۶ متر بالاتر از سطح دریا واقع شده‌است.